# Maurice Loewy
Maurice (Moritz) Loewy (Mariánské Lázně, 15 de abril de 1833 — Paris, 15 de outubro de 1907) foi um astrônomo francês
Nascido em Mariánské Lázně, atualmente pertencente à República Tcheca, seus pais foram residir em Viena, em 1841. Loewy foi assistente no Observatório de Viena, trabalhando com mecânica celeste. A instituição austro-húngara não permitia a um judeu progredir na carreira sem abdicar sua religião e aderir ao catolicismo. O diretor do observatório, Karl Ludwig von Littrow, em correspondência direta com Urbain Le Verrier, diretor do Observatório de Paris, obteve para ele um cargo em 1860. Após ir para a França, Loewy obteve a nacionalidade francesa.
Estudou as órbitas de asteroides e cometas e estudou a medida de longitude, aprimorando a precisão do Connaissance des Temps. Também estudou óptica e aberração da luz.
Foi eleito membro do Bureau des Longitudes em 1872 e da Académie des Sciences em 1873.
Loewy foi diretor do Observatório de Paris, de 1896 a 1907, reorganizando a instituição e estabelecendo um departamento de astronomia física. Trabalhou durante uma década com Pierre Puiseux na elaboração de um atlas da lua, composto de 10 mil fotografias, L’Atlas photographique de la Lune (1910), fundamental para a geografia lunar no meio século seguinte.
Seu nome é perpetuado pela cratera lunar Loewy e o asteroide 253 Mathilde é possivelmengte batizado com o nome de sua mulher.
Morreu em Paris durante uma reunião governamental, vitimado por uma parada cardiorrespiratória.

## Honrarias
- 1889 - Medalha de Ouro da Royal Astronomical Society[1]